# 神部美咲
神部 美咲（じんぶ みさき、1994年8月20日 - ）は、日本の女性タレント、モデル、女優。プラチナムプロダクション所属。

## 略歴・人物
大阪府出身。趣味は格闘技観戦、特技は柔道（初段）、極真空手、ピアノ、メイク。兄と妹がいる。
20歳までショップ店員だった。元々人見知りな性格で、仕事を通じて人に慣れようと思い、店員として就職したという。ここではプレス担当の仕事もしていて、モデルのアテンドをしていた時に「私はこっち側じゃなく、あっち側（モデル）の人間になりたい」と思うようになり、また、子供の頃から習っていた空手や柔道を活かした仕事をしたいと思いつつ、プラチナムに履歴書を送り契約を結んだ。
2015年、ミス・アース・ジャパン2015で特別賞「JOYSOUND賞」を受賞。同年10月、神戸コレクション2015 A/Wで行われた『ワンライフモデルオーディション』でファイナリスト8名に残ったが、グランプリ受賞はならなかった。
2017年、『第101回高等学校相撲金沢大会』の大会サポーターを担当。大会プロモーションムービー「相撲ガールズ82手」にも登場した。この年には『週刊プレイボーイ』（集英社）でグラビアを飾った他、ボクシング中継『ダイヤモンドグローブ』（フジテレビ）のラウンドガールとしての出演もあった。
2018年、関根勤主宰の公演『カンコンキンシアター』に初出演。

## 出演

### テレビ

#### 現在の出演番組
- 恋んトス（2018年10月6日 - 、Paravi）レギュラーMC
- 週末はウマでしょ!（2021年1月22日 - 、フジテレビ）アシスタント
- ウマの耳に実況（2023年4月 - 、フジテレビ）※不定期放送 - アシスタント

#### 不定期出演
- 競馬BEAT　- （関西テレビ）

#### 過去の出演番組
- 馬好王国〜UmazuKingdom〜
- 痛快TV スカッとジャパン
- キスマイ超BUSAIKU!?
- じっくり聞いタロウ
- 内村てらす
- 有吉ゼミ
- 邪道だらけの夜の大運動会
- 行列のできる法律相談所
- 「ジャパンケーブルキャストイメージガール」
- ブラックスキャンダル
- 犯罪症候群～Season1～ 第8話
- 東京タラレバ娘 第4・5・7話 愛梨役
- 過保護のカホコ 準レギュラー
- 過保護のカホコ 特別編
- めざましテレビ
- チャンスの時間
- ダイヤモンドグローブ リングガール レギュラー
- ゴッドタン「オオギリッシュNIGHT」 コーナーレギュラー
- 青春しか勝たん! レギュラーMC

### ラジオ
- オレたちゴチャ・まぜっ!〜集まれヤンヤン〜（MBSラジオ）

### 舞台
- カンコンキンシアター「THE LAST MESSAGE〜クドい!〜」（2018年8月10日 - 19日、東京グローブ座）[2]

### 雑誌
- 週刊プレイボーイ（集英社）[9]
- CamCam（小学館）
- 防衛省広報誌『MAMOR』（扶桑社）2021年1月号 - 航空自衛隊幹部学校にて自衛官の制服を着て撮影、表紙と巻頭グラビアを飾る。

### 広告
- 「仙台空港観光バス／インバウンド」
- 「ジャパンケーブルキャストイメージガール」
- 第101回高等学校相撲金沢大会サポーター
- 東急不動産「東急プラザ」広告
- ユニリーバ「AXE」広告
- セブン銀行「関西キャンペーン」
- ホットモット「ガパオライス篇」
- 任天堂「ARMS」
- USJ「ワンピース篇」
- 三幸製菓「雪の宿篇」
- SONY「Xperia」

### イベント
- Rakuten GirlsAward 2018 SPRING/SUMME
- 神戸コレクション2015 A/W